# Tsujii Takashi
Tsujii Takashi (辻井 喬), né le 30 mars 1927, et mort le 25 novembre 2013 est un écrivain et poète japonais, ainsi que le nom d'auteur de Tsutsumi Seiji (堤 清二), important homme d'affaires.

## Biographie
Tsujii est le fils de Yasujirō Tsutsumi, fondateur de la société Seibu Railway, membre de longue date et finalement « speaker » de la Chambre des représentants du Japon. Il naît à Tokyo et après avoir obtenu son diplôme d'économie à l'université de Tokyo en 1951, commence à travailler comme secrétaire de son père. Il occupe une succession de postes de direction, culminant en chef d'entreprise, notamment en tant que président du Saison group of companies, dont les marques sont Seibu Department Stores, Seiyu supermarket, Wave (boutique de musique), Parco (centre commercial), Muji (magasin à prix unique) et Loft (un bazar).
En plus de sa carrière professionnelle, Tsujii a également connu une carrière notable comme écrivain et poète sous son nom de plume, et a servi comme directeur du PEN club japonais. Ses livres ont été traduits en arabe, chinois, espagnol, coréen et russe.

## Prix
- 1994 Prix Tanizaki pour Niji no misaki (Rainbow Cape, 虹の岬)
- 2004 Prix Noma pour Chichi no shōzō (« Portrait de mon père »)
- 2012 Personne de mérite culturel[5].

## Ouvrages (sélection)
- Hōkō no kisetsu no naka de, 1969.
- Shi doku henreki, 1975.
- Tsujii Takashi shishū, 1975.
- Kemonomichi wa kurai, 1977.
- Hako matawa shingō e no koshitsu, 1978.
- Shinʾya no dokusho, Tokyo : Shinchōsha, 1982.
- Itsumo to onaji haru (いつも と 同じ 春), Tōkyō : Kawade Shobō Shinsha, 1983.
- Fuan no shūhen (不安 の 周辺), Tokyo : Shinchōsha, 1985.
- Shōwa no shūen : 20-seiki shogainen no hōkai to mirai (昭和 の 終焉 : 20世紀 諸概念 の 崩壊 と 未来), Tōkyō : Toreviru : Hatsubai Riburo Pōto, 1986.
- Anʾya henreki (暗夜 遍歴), Tōkyō : Shinchōsha, 1987.
- Yōnaki hito no (ようなき 人 の), Tōkyō : Shichōsha, 1989.
- Yoshimoto Takaaki "itsutsu no taiwa" (吉本 隆明 「五つ の 対話」), Tōkyō : Shinchōsha, 1990.
- Kokkyō no owari : yo no owari no tame no yonshō (国境 の 終り : 世 の 終り の ため の 四章), Tōkyō : Fukutake Shoten, 1990.
- Niji no misaki (虹 の 岬), Tōkyō : Chūō Kōronsha, 1994.
- Koigokoro (恋心), Tōkyō : Sakuhinsha, 1995.
- Dentō no sōzōryoku (伝統 の 創造力), Tōkyō : Iwanami Shoten, 2001.
- Chichi no shozo (« Portrait de mon père »), Tōkyō : Shinchōsha, 2004.

## Source de la traduction
- (en) Cet article est partiellement ou en totalité issu de l’article de Wikipédia en anglais intitulé « Tsujii Takashi » (voir la liste des auteurs).